# Franz Schelle
Franz Schelle (* 17. Juni 1929 in Ohlstadt; † 23. Januar 2017 ebenda) war ein deutscher Bobfahrer. 

## Werdegang
Franz Schelles größter Erfolg war der Gewinn der Goldmedaille im Viererbob bei der Weltmeisterschaft 1962.
Zudem war er 1960 und 1962 gemeinsam mit Otto Göbl für den SV Ohlstadt startend Deutscher Meister im Zweierbob. Im Viererbob holte er diesen Titel ebenfalls in den Jahren 1962 und 1963.
Zusammen mit seinen Anschiebern Hans Henn, Edmund Koller und seinem Cousin Jakob Nirschl belegte er bei den Olympischen Winterspielen 1956 den achten Platz im Viererbob-Wettkampf.  Bei den Olympischen Winterspielen 1964 wurde er mit Ludwig Siebert, Josef Sterff und Otto Göbl Fünfter im Viererbob-Wettkampf.
Am 30. Januar 1962 verlieh ihm der Bundespräsident das Silberne Lorbeerblatt.

## Quelle
- Kicker vom 17. Juni 1999, S. 40 mit Schreibweise "Schnelle" statt "Schelle"